# Sebritka

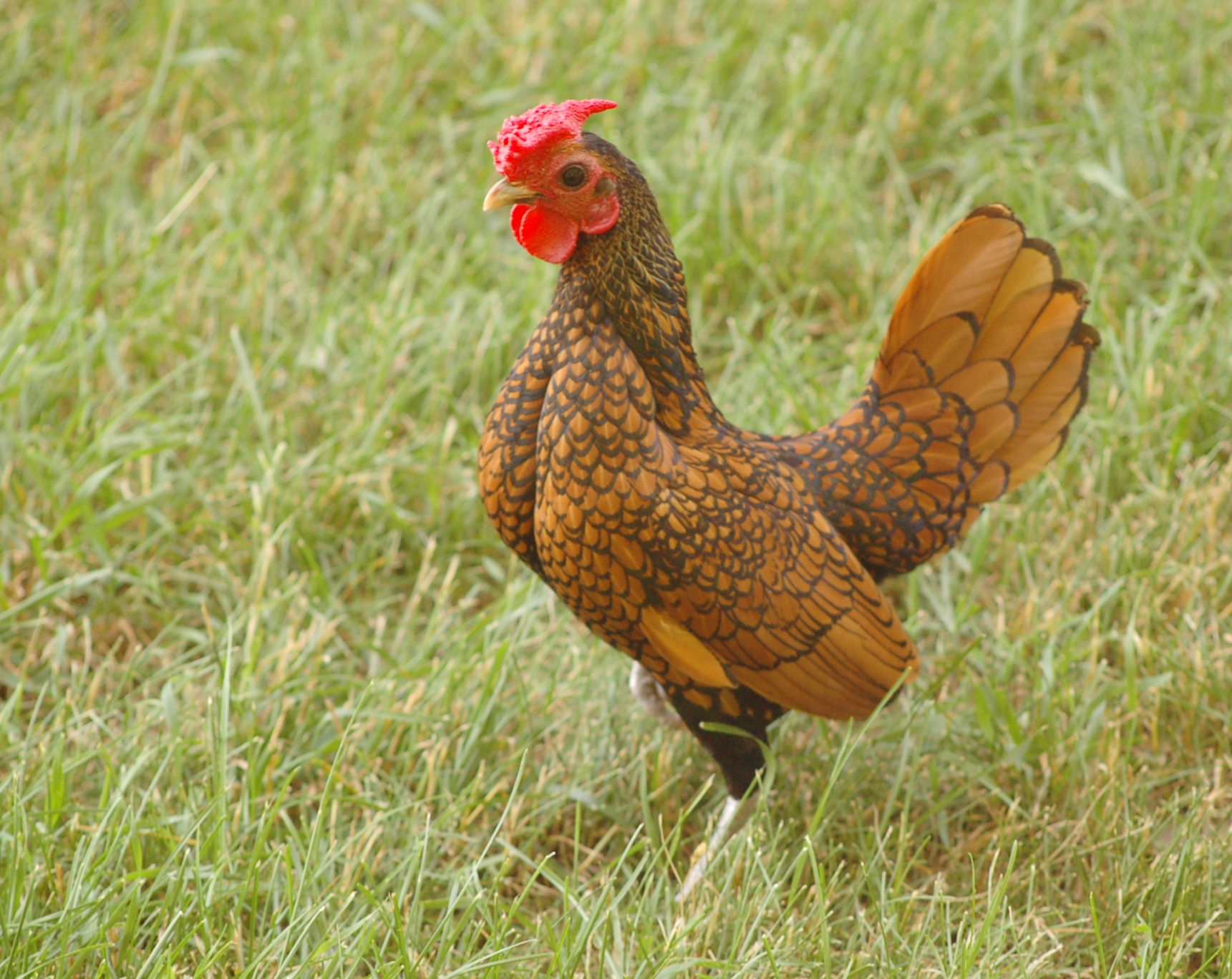
Sebritka zlatá černě lemovaná

Sebritka (anglicky Sebright) je malá okrasná slepice, která se chová především jako okrasné plemeno.
První drůbeží plemeno, které mělo svůj vlastní specializovaný klub pro nadšence, byla sebritka přijata k výstavním standardům drůbeže krátce po svém založení. Dnes patří mezi nejoblíbenější z plemen. Navzdory jejich popularitě jsou sebritky často obtížně chovné a dědičnost určitých jedinečných vlastností, které plemeno nese, byla vědecky studována. Jako převážně okrasná kuřata snášejí malá bílá vajíčka a nejsou chována pro výrobu masa.

## Původ plemene
Sebritka byla vyšlechtěna ve Spojeném království Sirem Johnem Saundersem Sebrightem (1767–1846).

## Popis
Kohout a slepice mají podobné znaky i stavbu těla. Pouze kohout má ostrá, neboli špičatá pera na krku. Slepice má velikost kroužků 9 a kohout 11. Jsou velice náchylné k nemocím. Hmotnost kohoutka 600 gramů, u slepičky 500 gramů. Snáší 80 kusů vajíček na rok, které mají hmotnost zhruba 30 gramů. Kohouti mají středně velký růžicový hřeben na malé, poněkud zakulacené hlavě.

## Barvy
- Stříbrná černě lemovaná
- Zlatá černě lemovaná
- Citronová černě lemovaná
- Plavě žlutá bíle lemovaná
- Žlutá bíle lemovaná
- Bílá stříbřitě lemovaná
- Modrá modře lemovaná